# 意大利马列主义党
意大利马列主义党（意大利语：Partito Marxista-Leninista Italiano）是意大利的一个共产主义政党。该党成立于1977年，分裂自意大利共产党。该党的意识形态是共产主义、马克思列宁主义，并且坚持毛泽东思想（和德国马列主义党一样反对使用“斯大林主义”和“毛主义”的称谓，主张保卫斯大林和毛泽东），奉行反修正主义。该党的总书记是乔瓦尼·斯库德里。该党出版刊物《布尔什维克》。

## 意识形态
该党“以马克思列宁主义毛泽东思想为理论基础，主管其意识形态、政治、组织和实践工作。”

## 国际关系
该党与中国共产党保持联系直到1981年，那时它宣布资本主义在邓小平治下复辟并断绝了与中国共产党的关系。它也曾试图与阿尔巴尼亚劳动党保持联系，但当恩维尔·霍查拒绝毛泽东思想时反对它。
1975年后该党与柬埔寨共产党有联系，该党领导人曾在1987年访问柬埔寨。1997年波尔布特被捕后，该党表示红色高棉是背叛者。该党认为伊朗伊斯兰革命是反帝国主义革命，该党领导人1992年曾访问伊朗。
该党谴责恐怖袭击。 但支持伊斯兰国反对“神圣帝国主义同盟”。